# Drain (Oregon)
Drain és una població dels Estats Units a l'estat d'Oregon. Segons el cens del 2007 tenia 1.075 habitants.

## Demografia
Segons el cens del 2000, Drain tenia 1.021 habitants, 397 habitatges, i 289 famílies. La densitat de població era de 730 habitants per km².
Dels 397 habitatges en un 36,5% hi vivien nens de menys de 18 anys, en un 55,7% hi vivien parelles casades, en un 13,4% dones solteres, i en un 27% no eren unitats familiars. En el 22,9% dels habitatges hi vivien persones soles el 9,6% de les quals corresponia a persones de 65 anys o més que vivien soles. El nombre mitjà de persones vivint en cada habitatge era de 2,57 i el nombre mitjà de persones que vivien en cada família era de 3,02.
Per edats la població es repartia de la següent manera: un 26,7% tenia menys de 18 anys, un 8,8% entre 18 i 24, un 27,4% entre 25 i 44, un 23,8% de 45 a 60 i un 13,2% 65 anys o més.
L'edat mediana era de 38 anys. Per cada 100 dones de 18 o més anys hi havia 86,5 homes.
La renda mediana per habitatge era de 27.833$ i la renda mediana per família de 34.231$. Els homes tenien una renda mediana de 30.278$ mentre que les dones 20.063$. La renda per capita de la població era de 13.810$. Aproximadament el 8,6% de les famílies i el 10,3% de la població estaven per davall del llindar de pobresa.

## Poblacions més properes
El següent diagrama mostra les poblacions més properes.